# Falca Gap Entrenchment

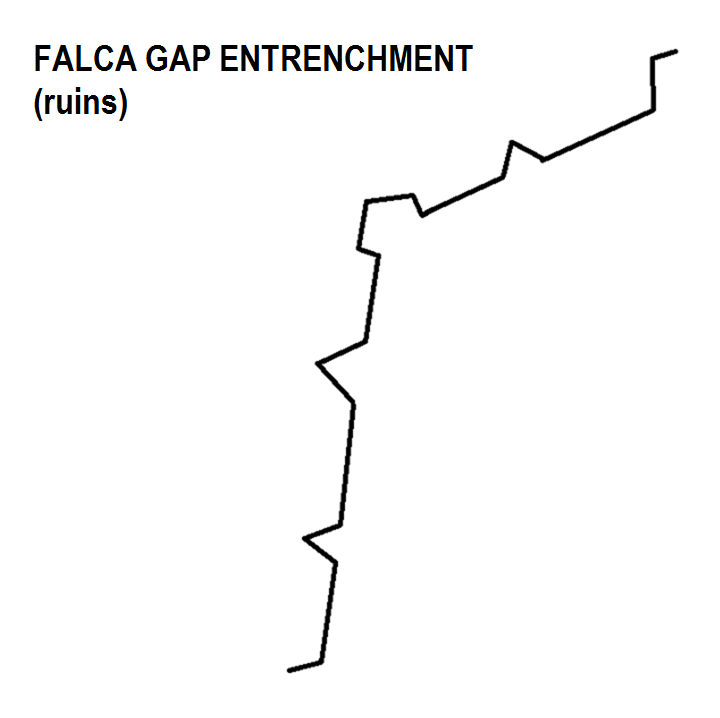
Mapa Falca Gap Entrenchment

Falca Gap Entrenchment (malt. Trunċiera ta’ Falca Gap), znany też jako Falca Lines – przednia linia obronna piechoty entrenchment w północnej Malcie, znajdująca się na granicy pomiędzy miejscowością Mġarr i Saint Paul’s Bay. Została zbudowana w XVIII wieku przez Zakon Maltański. Współcześnie znajduje się w ruinie.

## Historia
Falca Gap Entrenchment jest częścią serii fortyfikacji zbudowanych we wczesnych latach XVIII wieku przez Zakon św. Jana. Program budowlany rozpoczęto w latach 1714–1716 budową baterii nadbrzeżnych, redut oraz nadbrzeżnych entrenchments. Około 1722 uświadomiono sobie, że nie ma wystarczającej ilości żołnierzy do obsadzenia tych wszystkich fortyfikacji, więc Zakon zdecydował, że w wypadku inwazji mogą oni wycofać się do Great Fault, dużego uskoku przecinającego w poprzek północną Maltę.
Aby było to możliwe, zaczęto budować w pobliżu uskoku serię linii obronnych. Były one podobne do zbudowanych wzdłuż linii brzegowej, z tą główną różnicą, że powstawały w głębi lądu. Falca Gap Entrenchment został zbudowany, aby osłaniać z boku Falca Gap, gdy inne fortyfikacje tego typu powstały w Naxxar, San Pawl tat-Tarġa i innych strategicznych miejscach.
Falca Lines budowano w latach ok. 1723–1732. Składała się ona z bastionu w centrum, z murem kurtynowym po każdej stronie. Mury te posiadały kilka redanów.
Falca Gap Entrenchment był w użyciu jedynie podczas francuskiej inwazji na Maltę w 1798, kiedy był obsadzony przez członków militii z Naxxar. Siły francuskie z łatwością poradziły sobie z obrońcami, ponieważ wylądowały już poza linią obrony.
W latach 80. XIX wieku Brytyjczycy zaczęli fortyfikować ten teren raz jeszcze, budując Victoria Lines (znane wtedy jako North West Front). Rozważano włączenie Falca Gap Entrenchment do nowych fortyfikacji, jednak ostatecznie zaniechano tego z powodu niekorzystnego położenia. Zamiast tego Brytyjczycy zbudowali Dwejra Lines, bardziej na południe od Falca Lines.

## Stan współczesny
Współcześnie entrenchment jest w ruinie. Tylko jeden półbastion wciąż istnieje z ogólnym kształtem wciąż czytelnym. Część linii fortyfikacji przecięta jest przez Triq Sir Temi Zammit, drogę wiodącą do Mġarr.
Naxxar Entrenchment znajduje się na liście National Inventory of the Cultural Property of the Maltese Islands pod nr 01425.